# Holešov
Holešov (latinsky Holesow, německy Holleschau, hebrejsky העלשויא) leží cca 16 km od města Kroměříž v okrese Kroměříž ve Zlínském kraji. Leží sedmnáct kilometrů severozápadně od Zlína, na západním okraji Hostýnských vrchů, na hranici mezi Hanou a Valašskem na řece Rusava. Žije zde přibližně 12 tisíc obyvatel. Město je známé pořádáním festivalu židovské kultury a každoročním pořádáním Holešovské regaty a cyklistického závodu Drásal.

## Název
Název Holešova původně znělo Holešovici, bylo to pojmenování obyvatel osady, které bylo odvozeno od osobního jména Holeš a znamenalo „Holešovi lidé”. Od 13. století mělo v písemných pramenech jméno vždy podobu Holešov.

## Historie
Holešov se utvořil na starobylé křižovatce dvou bočních tras tzv. Jantarové stezky. V katastru dnešního Holešova byla objevena neolitická osada, tj. sídlo trvalé povahy nejstarších zemědělců (asi 7–6 tis. let př. n. l.). Vlastní centrum Holešova je víceméně trvale osídleno od doby bronzové, jak dokládají objevená pohřebiště (asi 2000 př. n. l.).
První písemná zmínka pochází z roku 1141  a vztahuje se k osadě jménem Golesouicí (tj. Holešovici). Už v roce 1275 se obec uvádí jako Holesow. Obec byla původně biskupským majetkem, za Přemyslovců ale byla povýšena na městečko a později (1322) na město. Měšťanské domy na náměstí mají zachované gotické a renesanční sklepy, nejstarší spolehlivě datovaný do roku 1480. Někdy před rokem 1371 Holešov získal Matouš ze Šternberka, který byl zakladatelem lukovské a holešovské větve pánů ze Šternberka. Šternberkové drželi město až do roku 1574. V časech reformace byl rušným centrem Jednoty bratrské i luteránů. Katolický Holešov však byl při vpádu Lisovčíků na Moravu ušetřen, přestože okolí bylo vypleněno. V letech 1616–1620 byl posledním působištěm Jana Sarkandera (budoucího světce) před tím, než byl zatčen u Troubek pro zemězradu a umučen v Olomouci. O radostech a strastech třicetileté války informuje zachovalý deníček holešovského měšťana. Poté Holešov získal pobělohorský zbohatlík a zemský hejtman Jan z Rottalu a učinil jej svou rezidencí a jeho nástupci pak významným kulturním centrem. Po smrti Jana z Rottalu panství zdědil jeho vzdálený příbuzný Jan Kryštof, jenž zde v letech 1689–1690 nechal vybudovat pivovar se sladovnou. Majetek zdědil vzdělaný a uměnímilovný František Antonín z Rottalu (1717–1762), který raně barokní zámek v Holešově nechal upravit ve stylu vrcholného a pozdního baroka a provozoval zde svou dvorní kapelu. Zaměstnával mnoho hudebníků pro italskou operu, zejména skladatele a dirigenta Ignaze Holzbauera. S tím souviselo velkorysé budování zámku a zámecké zahrady, která v lepších časech mohla směle konkurovat kroměřížským zahradám.

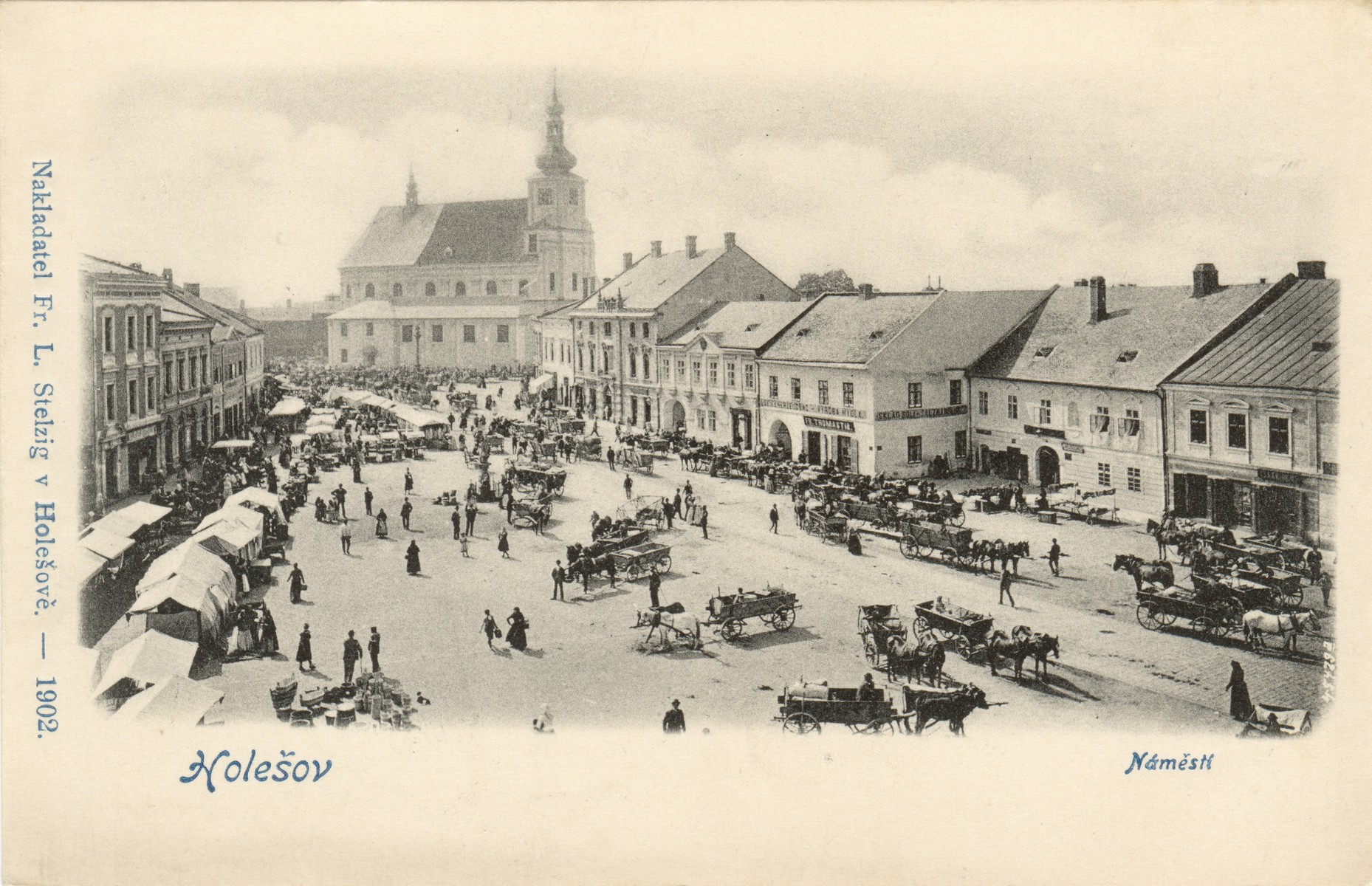
náměstí na počátku 20. století

V meziválečné době zanechal v Holešově výrazné stopy v podobě dvou děl také slavný architekt Bohuslav Fuchs, který zde dříve studoval na gymnáziu. Holešov se též stal útočištěm ultraortodoxních Židů včetně několika věhlasných kabalistických učenců, což z něj v následujících staletích učinilo poutní místo ortodoxního judaismu, na druhou stranu se negativně podepsalo na soužití menšiny s většinou. Mj. i díky této menšině Tomáš Garrigue Masaryk úspěšně kandidoval do říšského sněmu za volební okrsek valašský. Po vzoru průmyslové výstavy v Praze, se i v Holešově konala výstava, která se stala nejvýznamnějším hospodářsko-kulturním podnikem na východní Moravě před první světovou válkou. Bezprostředně po skončení války se v Holešově odehrál poslední protižidovský pogrom v českých zemích před druhou světovou válkou. Na počátku dvacátých let vzniklo v Holešově nejprogresivnější české fašistické hnutí, z něhož se později změnou názvu stala Národní obec fašistická.
Koncem třicátých let se Holešov stal posádkovým městem, čs. posádku elitních hraničářů však brzy vystřídala německá Schutzpolizei. V kasárnách se pak pořádala školení a výcvik příslušníků Schutzpolizei i protektorátního četnictva. Později na tuto tradici navázal komunistický režim zřízením Vysoké školy SNB, zahrnující i výcvikový prostor pro příslušníky Pohraniční stráže. Ještě později na tuto „tradici“ navázal demokratický režim zřízením Vyšší policejní školy a Střední policejní školy MV v Holešově, která je co do velikosti a rozsahu činnosti řazena mezi tři největší policejní školy v České republice. Když se 21. srpna 1968 objevily brzy ráno před kasárnami v Holešově na Kroměřížsku sovětské tanky, velitelé tamních výsadkářů je odmítli dovnitř vpustit. Gardový tankový prapor se do kasáren, ve kterých sloužilo zhruba 700 členů sedmého výsadkového pluku zvláštního určení, nedostal ani v následujících dnech. V celém Československu šlo při srpnových událostech o zcela ojedinělý čin.

## Přírodní poměry
Holešovská aglomerace se nachází v centru Holešovské plošiny, což je rovinatá krajina s mírným sklonem směrem k jihozápadu k řece Moravě. Půda v okolí Holešova je velmi úrodná, proto po staletí intenzivně zemědělsky využívaná a téměř bezlesá.

## Demografie
Vývoj počtu obyvatel v celé dnešní aglomeraci (zahrnující i obce připojené během 20. století) i v samotném městě uvádí tabulka a graf níže:
| Místní části   | Místní části   | 1869  | 1880  | 1890  | 1900  | 1910  | 1921  | 1930   | 1950  | 1961   | 1970   | 1980   | 1991   | 2001   | 2011   | 2021   |
| -------------- | -------------- | ----- | ----- | ----- | ----- | ----- | ----- | ------ | ----- | ------ | ------ | ------ | ------ | ------ | ------ | ------ |
| Počet obyvatel | část Holešov   | 3 989 | 4 274 | 4 726 | 5 421 | 5 954 | 6 603 | 6 738  | 6 675 | 7 720  | 7 916  | 8 750  | 8 575  | 8 386  | 7 886  | 7 847  |
| Počet obyvatel | Holešov celkem | 6 924 | 7 267 | 8 012 | 8 907 | 9 875 | 9 714 | 10 184 | 9 759 | 10 994 | 10 972 | 12 317 | 12 717 | 12 463 | 11 755 | 11 519 |
| Počet domů     | Holešov celkem | 769   | 809   | 867   | 960   | 1 089 | 1 204 | 1 543  | 1 841 | 1 890  | 1 947  | 1 974  | 2 230  | 2 253  | 2 311  | 2 464  |

Věková struktura obyvatel roku 2011
Rodinný stav obyvatel roku 2011
Vzdělání obyvatel roku 2011

## Městská správa

### Části města
- Holešov (včetně bývalých předměstí Novosady a Plačkov)
- Dobrotice
- Količín
- Tučapy
- Všetuly
- Žopy

Od 15. srpna 1976 do 30. června 1990 k městu patřily i Bořenovice a od 1. ledna 1986 do 30. června 1990 také Rymice.

### Městské symboly
Kdy byl Holešovu udělen znak, není známo. Nejstarší známé vyobrazení je na pečeti z roku 1487, zde vyobrazená věž je mnohem vyšší a užší a střílny jsou nad sebou. Pozdější vyobrazení už mají střílny vedle sebe. Barvy znaku jsou odvozeny z rodového erbu Šternberků (zlatá osmicípá hvězda v modrém poli), kteří drželi Holešov v době jeho povýšení na město. V roce 1828, kdy se Holešov vymanil ze závislosti na šlechtické vrchnosti, byla zlatá hvězda na špici věže nahrazena zlatou koulí. Současný vzhled znaku pochází z roku 1972, kdy u příležitosti 700. výročí povýšení Holešova na město odborná komise historiků a výtvarníků doporučila návrat k osmicípé hvězdě, která je esteticky působivější a v současných společenských podmínkách už nevyvolává negativní asociace poddanské závislosti.
Podoba znaku Holešova: v modrém štítě na třech stupních kvádrovaná věž se dvěma černými okny vedle sebe, cimbuřím se čtyřmi stínkami a stanovou střechou zakončenou osmihrotou hvězdou, vše zlaté.
Vlajka je tvořena listem o poměru stran 2:3, který tvoří tři svislé pruhy, žlutý, modrý a žlutý, v poměru 1 : 4 : 1. V modrém pruhu na třech stupních kvádrovaná věž se dvěma černými okny vedle sebe, cimbuřím se čtyřmi zuby a stanovou střechou zakončenou osmicípou hvězdou, vše žluté. Vlajka byla schválena rozhodnutím č. 46 poslanecké sněmovny 17. dubna 2009.

## Politika
Městskou samosprávu představuje zastupitelstvo s 23 členy. Rada města je 7 členná a starostu města doplňují dva místostarostové.
Zastupitelstvo města Holešova
- 2014 - 2018
- 2018 - 2022

### Starostové (1850-1945)
- Josef Thomastik (1850–1852)
- Jan Rossmann (1852–1858)
- Josef Thomastik (1858–1861)
- Jan Rossmann (1861–1865)
- Vincenc Langer (1865–1875)
- Ferdinand Kviczala (1875–1880)
- František Pokorný (1880–1904)
- František Hauk (1904–1918)
- Jan Rolek (1918–1919)
- František Fialka (1919–1923)
- Jan Rolek (1923–1927)
- Leopold Válek (1927–1938)
- Jan Šráček (1938–1940)
- Antonín Tacl (1940–1941)
- Jan Dutka, vládní komisař (1941–1945)[17]

#### Předsedové Městského národního výboru (1945-1990)
- Dr. Rudolf Plajner (7.5.1945–12.5.1945)
- Alois Prášil (13.5.1945-1.6.1945)
- František Košina (2.6. 1945 - 1946)
- Dr. Miroslav Foltys (1946 - 1948)
- František Dehner (1948 - 1949)
- František Buršík (1949 - 1952)
- Eduard Březina (1952 - 1953)
- Evžen Mrázek (1953 - 1957)
- Miroslav Pavelka (1957 - 1970)
- Ladislav Hudec (1970-1981)
- Jan Ševčík (1981-1984)
- JUDr. Václav Lang (1984 - 1990)

#### Starostové po roce 1990[17]
- Antonín Foukal (6.12. 1990 - 14.9. 1995)
- Ctirad Otta (14.9. 1995 - 3.11. 2006)
- PaedDr. Zdeněk Janalík (3.11. 2006 - 24.9.2012)
- Pavel Svoboda (24.9. 2012 - 3.11.2014)
- Mgr. Rudolf Seifert (3.11. 2014 - 17.4. 2023)
- Mgr. Milan Fritz (od 17.4.2023)

## Hospodářství
Na místě bývalého vnitrostátního veřejného letiště Holešov vznikla Strategická průmyslová zóna Holešov.
Významné podniky:
Sfinx (Nestlé)  - závod na výrobu cukrovinek sídlící v místní části Všetuly. Byl založen v roce 1863 a funguje dodnes. V dnešní době patří pod skupinu Nestlé. Vyrábějí se zde nečokoládové cukrovinky.
ELKO EP -  elektrotechnická firma, založená v roce 1993 Jiřím Konečným. Od svého založení sídlí ve městě Holešov ve Zlínském kraji. Řadí se mezi přední výrobce elektronických přístrojů, především relé.
Do roku 2024 zde působila také pobočka TON/Thonet (zkratka slov Továrna na ohýbaný nábytek) nábytkářská firma sídlící v Bystřici pod Hostýnem        (Zlínský kraj). Při výrobě pracovala s technologií ručního ohýbání dřeva.

## Doprava
Město leží na železniční trati Kojetín – Valašské Meziříčí, na které se nachází stejnojmenná stanice, a na silnicích druhé třídy II/432, II/438, II/490.
Od 19.12.2025 je město součástí dálniční sítě - úsek D49 zahrnuje 1. polovinu 17,3 kilometru dlouhého úseku z Hulína do Fryštáku. Po dostavbě dalších částí v budoucnu propojí střední a východní Moravu se západním Slovenskem.
Do 31.3. 2009 v zde fungovalo civilní letiště Holešov po vzniku průmyslové zóny je posledním faktickým dokladem jeho existence Profesionální meteorologické stanice Holešov, která je stále součástí sítě Českého hydrometeorologického ústavu České republiky.

## Školství
Střední školství zde zastupuje Gymnázium Ladislava Jaroše a také Vyšší policejní škola a Střední policejní škola Ministerstva vnitra v Holešově, která je nejen významným zaměstnavatelem ale představuje také výrazný ekonomický přínos, díky velkému počtu účastníků různých školení, specializačních a kvalifikačních kurzů a celoživotního vzdělávání z řad pracovníků policie. 
V minulosti zde také působila Střední odborná škola Holešov (do roku 2012) a také Střední odborná škola – PaedDr. Stratil s.r.o. (do r. 2013)

## Kultura

### Festivaly
Ve městě se již tradičně koná Letní škola barokní hudby - workshop, který je zaměřen na provádění vokálně instrumentálních děl starších slohových období, zejména baroka. LŠBH založil dirigent Roman Válek roku 2003, její součástí jsou vždy tři velké závěrečné koncerty.
Doposud nejvíce navštěvovanou kulturní událostí je hudební a rodinný festival Holešovská regata, který se koná v zahradách zámku. Dvoudenní festival se zaměřuje především na českou a slovenskou hudební scénu. Je organizován agenturou Velryba.
Na Holešovském zámku také dlouhodobě působí občanské sdružení Musica Holešov o.s., které zde od roku 2011 pořádá koncerty zaměřené na barokní, klasickou nebo jazzovou hudbu. Dramaturgem a uměleckým garantem je klavírista Karel Košárek, organizaci zastávají Zdeněk Novák a Jana Slovenčíková.
Zřejmě nejvýznamnější kulturní událostí s mezinárodním přesahem je Festival židovské kultury Ha-Makom, který se v Holešově koná v období měsíce července. Snahou organizátorů je přiblížit nejen tradiční židovskou kulturu a zvyky, ale také propagovat současnou hudební a literární tvorbu. Festival navazuje na židovské památky v Holešově. První festival byl zorganizován v roce 2001.
Dlouholetým bodem kulturního života města býval také festival Bluesový podzimek. Který se v roce 2024 odehrál po 25.

### Sport
Josef Drásal, který v Holešově žil a zemřel, dal jméno nejobtížnějšímu bikemaratonu ČR, který každoročně startuje z holešovského náměstí a končí v zámecké zahradě.
Oblíbenou sportovní událostí je tradiční krátký triatlonový závod HolešovMAN, který je pořádán od roku 2007.
V Holešově působí celá řada sportovních klubů, jako např. SFK ELKO Holešov (spojené fotbalové kluby Holešov), TJ Holešov oddíl Házenénebo SKP Holešov (sportovní klub policie Holešov). 
Poválečná existence civilního letiště přinesla Holešovu několik mistrů světa ve sportovním parašutismu.[zdroj?] V Holešově se také nachází Kynologický klub, který se věnuje výcviku psů, agility a obranám, popř. dalšímu výcviku.[zdroj?]
Další informace o sportovních klubech v Holešově lze najít na zde.

## Pamětihodnosti
- Zámek
- Kostel Nanebevzetí Panny Marie

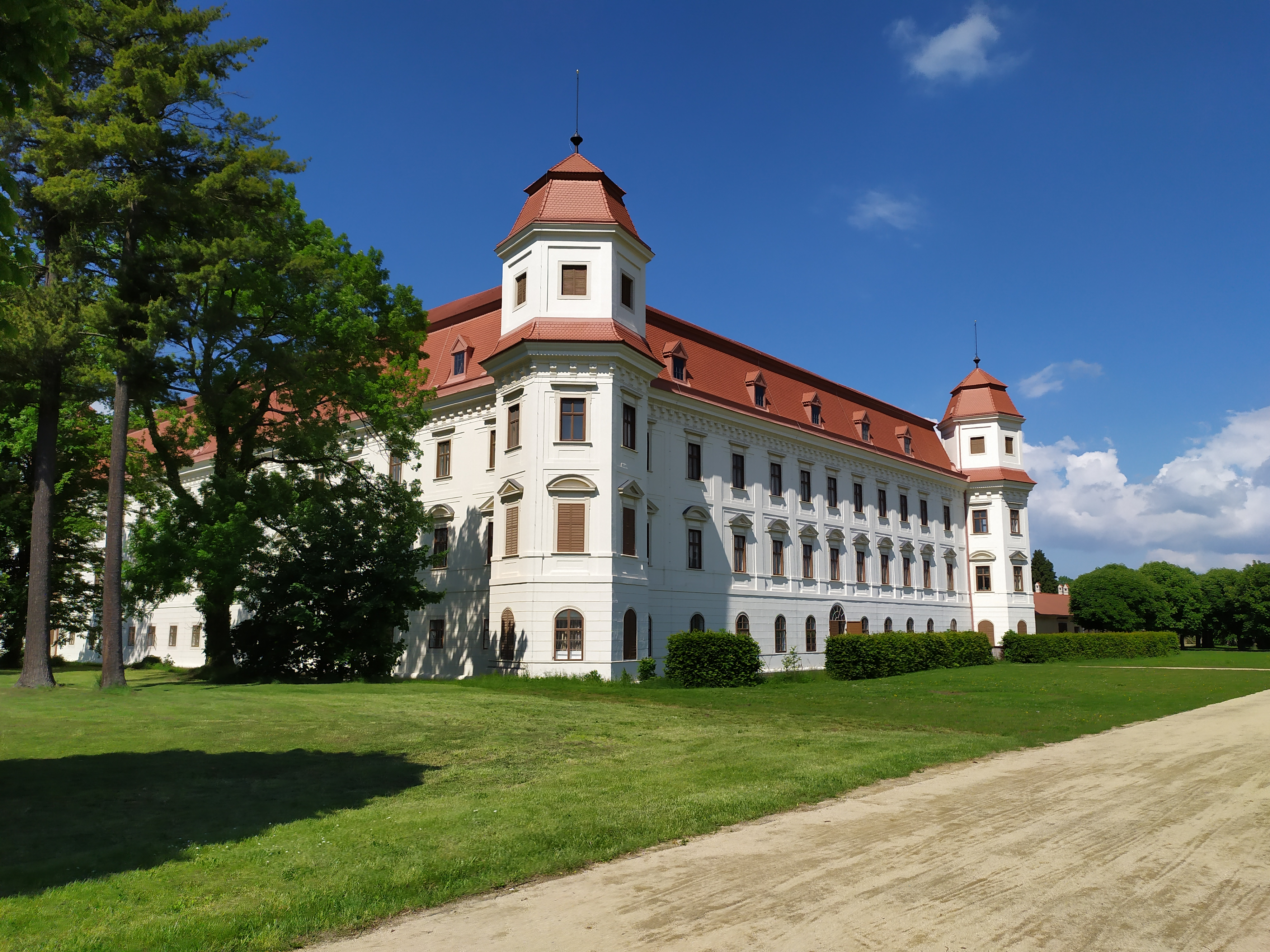
Zámek Holešov, pohled ze zahrady

- Kostel svaté Anny – původně modlitebna Jednoty bratrské, později sloužil jezuitům a pak trinitářům, dnes v barokní podobě[32]
- Kaple svatého Kříže z roku 1662
- Kaple svatého Martina
- Morový sloup u kostela z počátku 18. století, vysoký 7 m
- Zemanova kovárna
- židovská čtvrť se Šachovou synagogou a hřbitovem
- Nová synagoga

### Přírodní pamětihodnosti
- Zámecký park Holešov - kulturní památka, pravidelně uspořádaný park s vodní plochou a oborou projektovaným francouzským zahradním architektem André Le Nôtrem[33]
- Americký park - netradiční park ve východní části města.

## Osobnosti
- Jan z Holešova (1366–1436), benediktinský mnich, teolog a jazykovědec
- František Xaver Richter (1709–1789), hudební skladatel a houslista
- František Košina (1909-2005), amatérský archeolog, vlastivědný pracovník, učitel
- Jan Alois Hanke (1751–1806), knihovník, slavista a autor vlasteneckých knih
- Ignác Chambrez (1758–1842), kreslíř, malíř, architekt a historik umění[34]
- Josef Drásal (1841–1886), nejvyšší člověk, jenž kdy žil v českých zemích
- Theodor Čejka (1878–1957), jeden ze zakladatelů esperantského hnutí v českých zemích
- Miroslav Lorenc (1896–1943), architekt, legionář a účastník protinacistického odboje
- Aleš Podhorský (1900–1964), divadelní režisér, herec a pedagog
- Jaroslav Böhm (1901–1962), archeolog
- Mirko Očadlík (1904–1964), hudební vědec, kritik a pedagog
- Jan Schneeweis (1904–1995), klavírista, hudební skladatel, sbormistr, sběratel lidových písní a spisovatel
- Jaroslav Gardavský (1906–1942), důstojník československé armády a odbojář z období druhé světové války popravený nacisty
- Jaromír Gogela (1908-1995) – učitel (na holešovském gymnáziu od roku 1938), badatel, básník
- Jiří Voženílek (1909–1986), architekt, urbanista a vysokoškolský pedagog
- Ludmila Plecháčová-Mucalíková (1910–2004), historička a vlastivědná pracovnice
- Jaroslav Simonides (1915–1996), překladatel
- Miroslav Neumann (1921–2009), redaktor, autor literatury faktu o odbojovém hnutí, scenárista, čestný občan města
- Zdeněk Bardoděj (1924–2008), toxikolog
- Jiří Daehne[35] (1937–1999), český pedagog a básník, autor verneovských povídek
- Růžena Děcká (* 1946), cimbalistka a pedagožka
- Josef Rafaja (* 1951), varhaník
- Zdeněk Janalík (* 1960), senátor, starosta, ředitel Gymnázia Ladislava Jaroše
- Zdeněk Grygera (* 1980), fotbalista

## Partnerská města
Partnerskými městy Holešova jsou:
- Desinić, Chorvatsko
- Považská Bystrica, Slovensko
- Pszczyna, Polsko
- Skawina, Polsko
- Topoľčianky, Slovensko
- Turčianske Teplice, Slovensko

Holešov také neformálně spolupracuje s městem Gloggnitz v Rakousku.

## Galerie

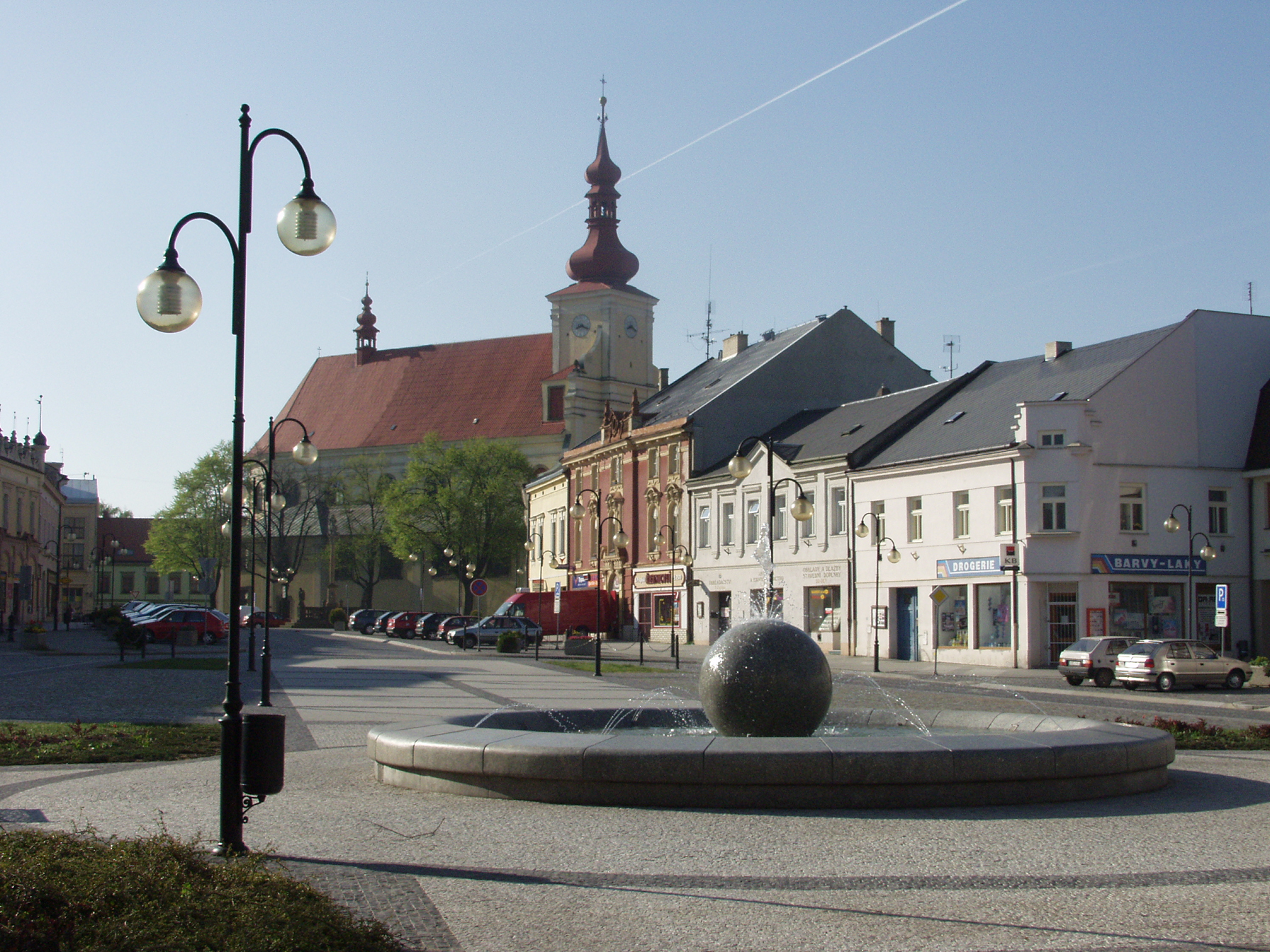
Náměstí
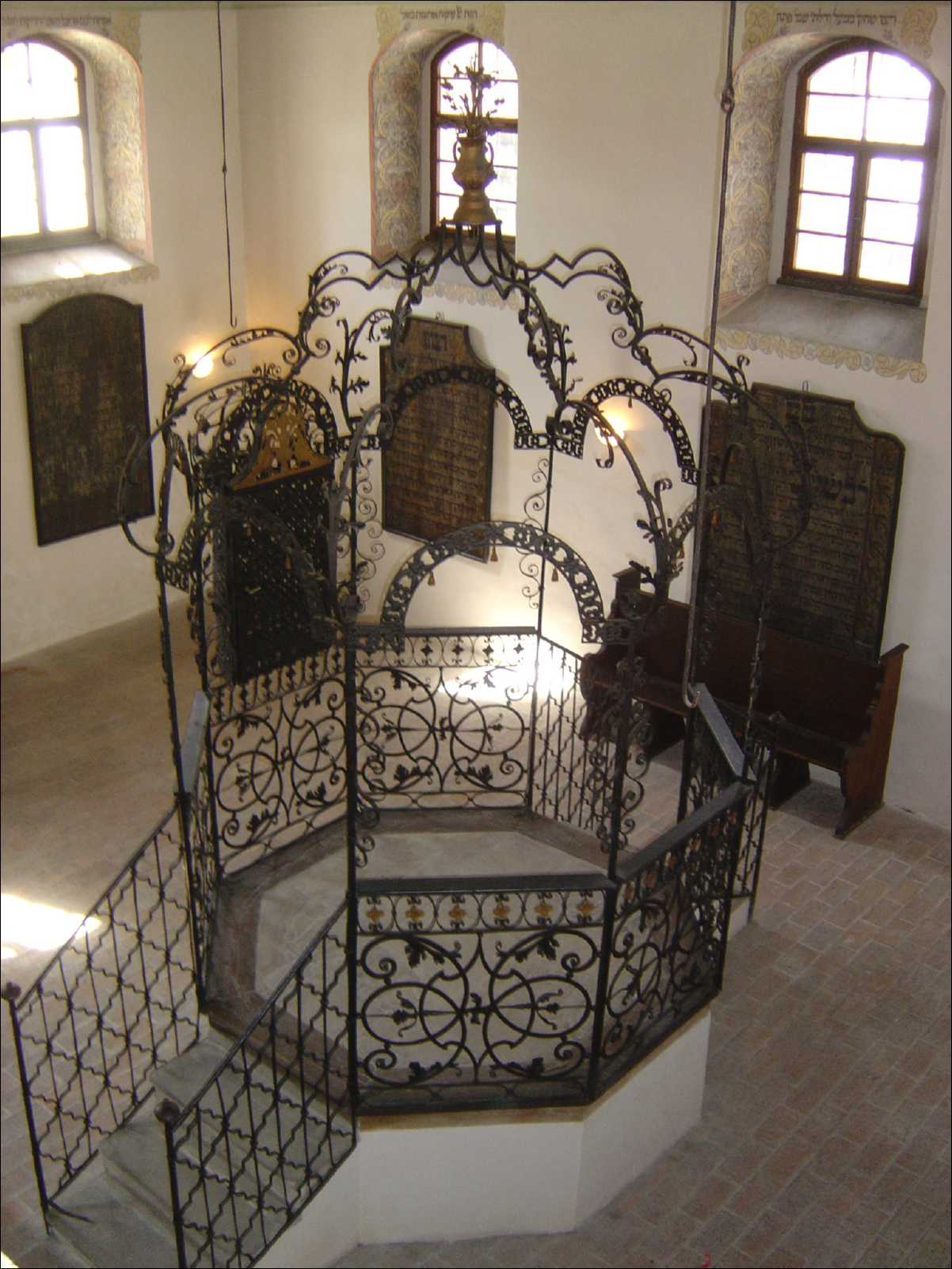
Šachova synagoga
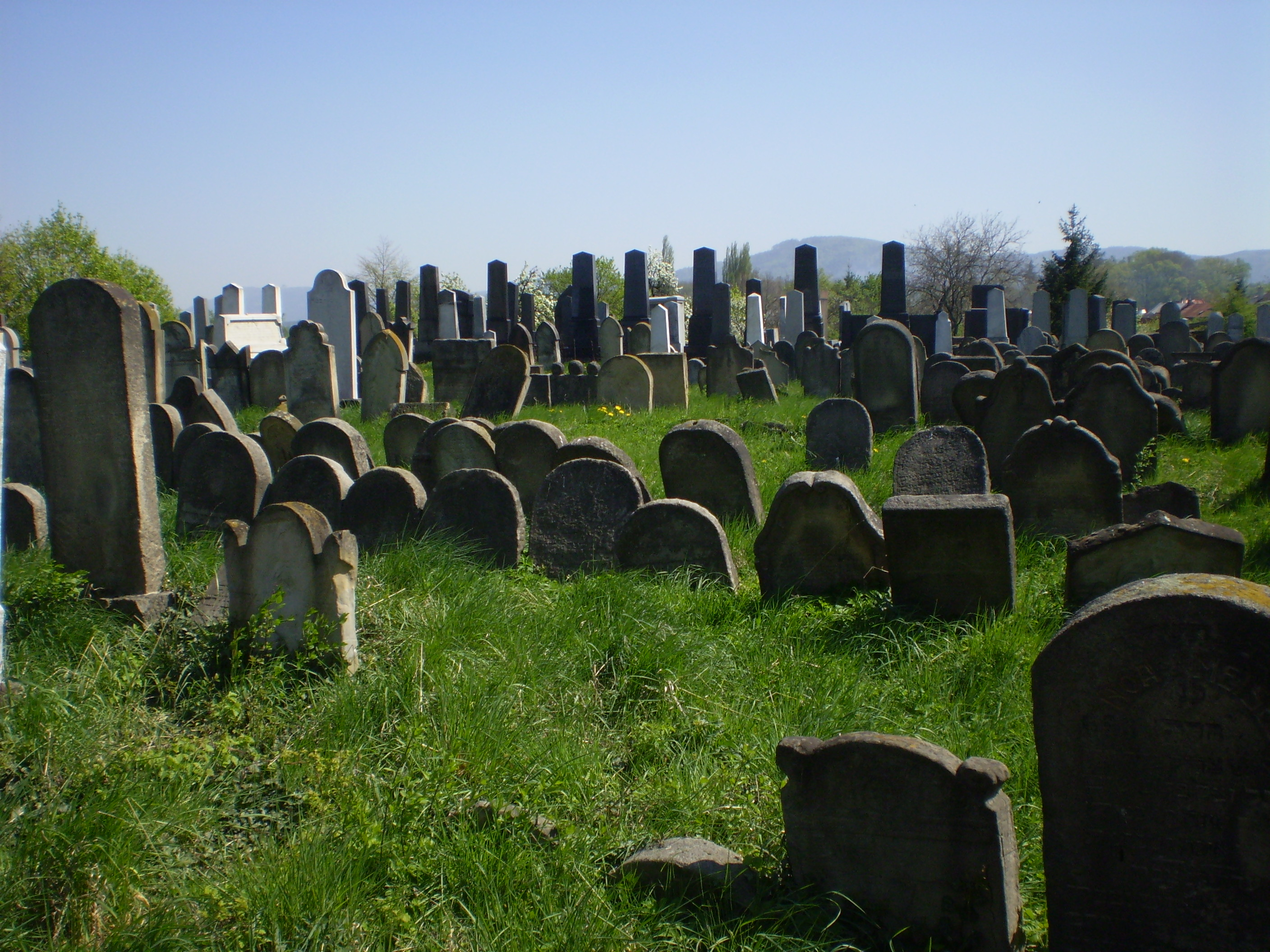
Židovský hřbitov
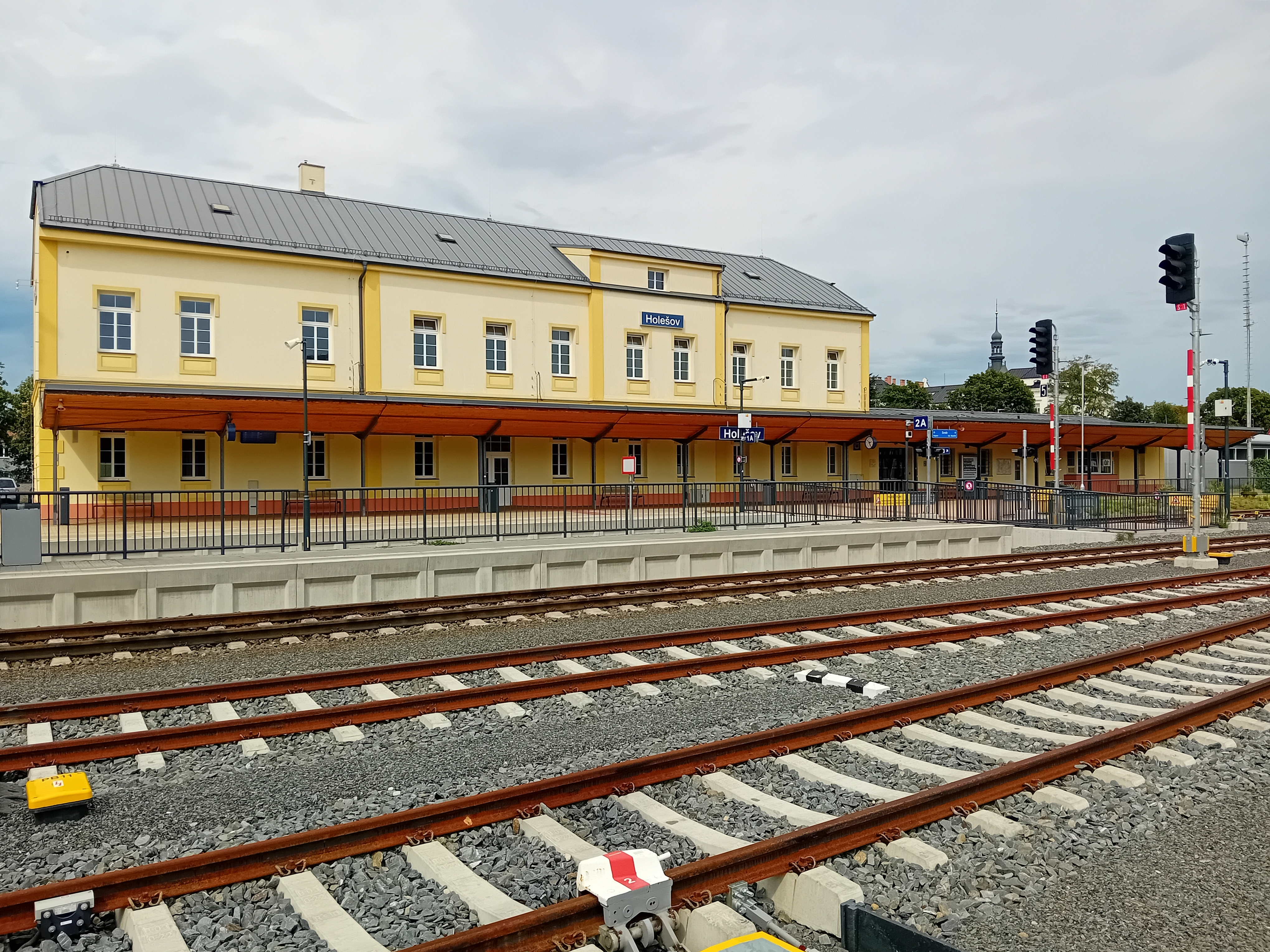
Vlakové nádraží